# Robert Woodward

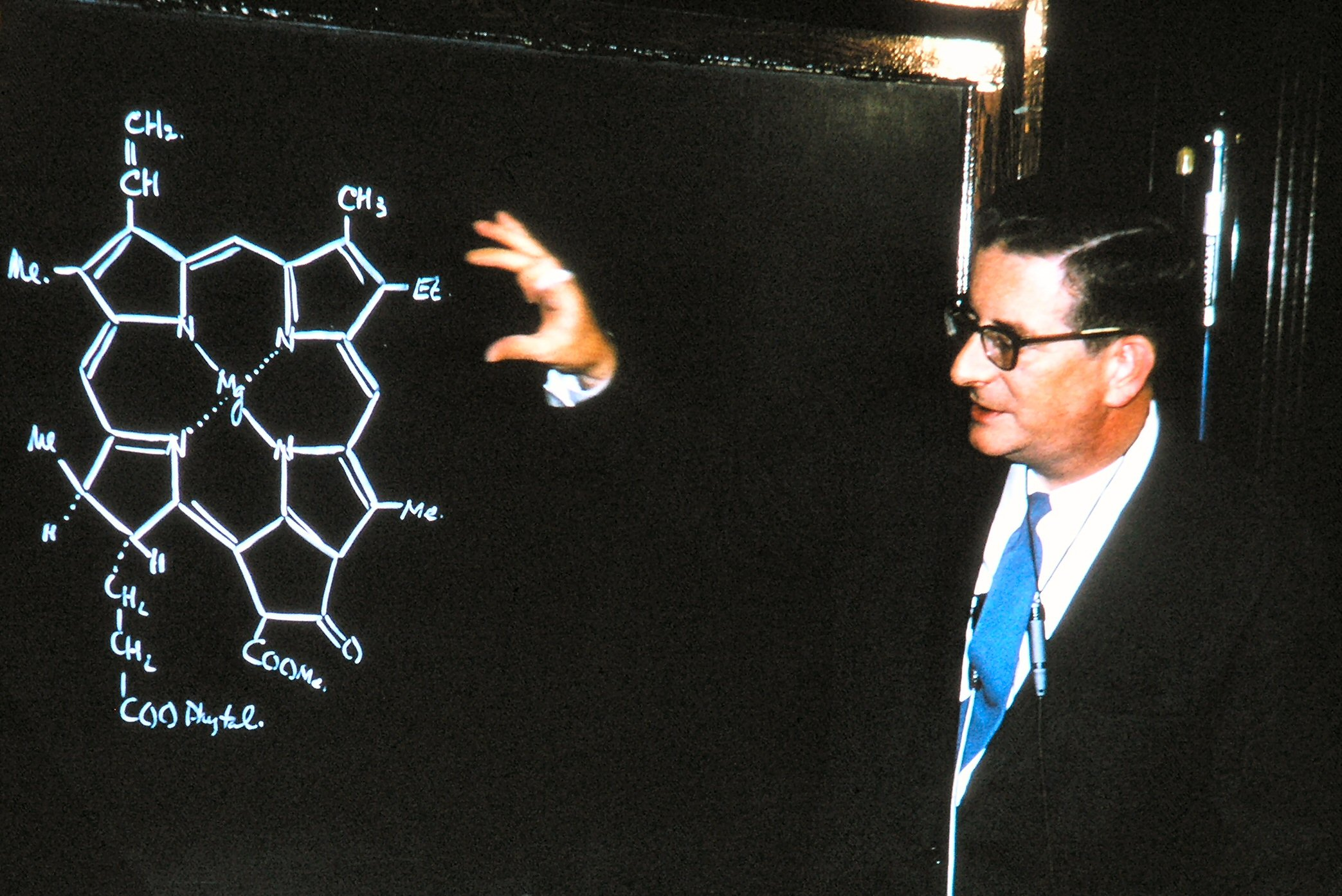
Robert Burns Woodward (1965).

Robert Burns Woodward, född 10 april 1917 i Boston, Massachusetts, död 8 juli 1979 i Cambridge, Massachusetts, var en amerikansk kemist. Woodward belönades 1965 med Nobelpriset i kemi "för hans förtjänster om den organiska synteskonstens utveckling". 
Han belönades för att han på kemisk väg lyckades syntetisera en lång rad komplicerade naturprodukter, bland annat kortison. Bakom dessa framgångar låg en helt ny syn på den organiska kemin, där han införde fysikalisk-matematiska metoder i en vetenskap som dittills mer handlat om "slaskande på måfå".

## Studier
Woodward, född i Boston 1917, intresserade sig tidigt för kemi och byggde som tonåring upp ett eget hemlaboratorium. Redan som 16-åring kom han in vid det berömda Massachusetts Institute of Technology, men var nära att åka ut efter ett år, då ett alltför stort kemi-engagemang lät andra ämnen bli lidande. Tursamt nog insåg fakultetsledningen ynglingens stora talang och försåg honom med ett individuellt studieprogram. Redan före sin fil.kand-examen 1936 hade han publicerat flera forskningsuppsatser och året därpå promoverades han till doktorsgrad.
Woodward sökte sig till Harvard, först på ett stipendium, men från 21 års ålder med en ordinarie tjänst. Han förblev Harvard trogen under hela sin karriär, från 1950 som professor.

## 1940-talet
Förhoppningarna från studietiden infriades på allvar i och med fyra forskningsuppsatser från 1940-talets första år, där han med utgångspunkt i olika steroider (kolesterol, könshormoner, etcetera) ställde upp ett antal regler för sambandet mellan ett ämnes ultravioletta spektrum och molekylens uppbyggnad. Skilda ämnen absorberar ("suger upp") ultraviolett ljus av olika våglängder, beroende på utseendet hos de "elektronbanor" som är gemensamma för större delar av molekylen.
Dessa regler skapade nu nya möjligheter att fastställa molekyluppbyggnaden för många naturliga ämnen, ett första steg mot att också kunna kopiera dem på kemisk väg. Den första framgången på detta område nådde Woodward 1944, när han tillsammans med William von Eggers Doering lyckades syntetisera växtalkaloiden kinin, som användes mot malaria och som allmänt febersänkande medel. 
Parallellt deltog Woodward under kriget i de brittisk-amerikanska ansträngningarna att bestämma strukturen för penicillin. Där kollegorna drog felaktiga slutsatser utgående från kemiska reagens, klarade Woodward uppgiften med spektroskopiska metoder, och 1945 var hela strukturen löst. 
Under de följande 20 åren kom framgångarna slag i slag. Woodward bestämde strukturen för bland annat växtalkaloiden stryknin (ett av de äldsta och mest svårlösta strukturproblemen inom organisk kemi), antibiotikumet tetracyklin och blåsfiskgiftet tetrodotoxin.

## 1950-talet
Bland de ämnen han lyckades syntetisera fanns steroiderna kolesterol och kortison (1951). Detta är komplicerade molekyler med fyra hoplänkade ringar. Dessutom ingår hela 7 atomer som kan vara antingen höger- eller vänstervända - och alla måste hamna korrekt för att rätt ämne skall bildas. 
Allt detta löste Woodward tack vare att han med fysikaliska metoder och matematiska beräkningar skapade förståelse för varför en viss reaktion inträffar och hur den kan styras i en viss riktning. Av denna anledning betecknas Woodward ofta som "den organiska syntesens fader". 
Under senare delen av 1950-talet lyckades han bland annat framställa stryknin, lysergsyra (en naturlig släkting till LSD), det lugnande medlet reserpin och växtfärgämnet klorofyll. För sina unika framsteg inom synteskemi belönades han med 1965 års Nobelpris i kemi.
Klorofyll tillhör en grupp av naturliga ämnen som kallas porfyrinderivat. I mitten av ett organiskt ringsystem finns en magnesiumatom. Andra, besläktade ämnen är hem (med järn i mitten), som för med sig syre i vårt blod, samt vitamin B12 (med kobolt), som fungerar som en "enzymmedhjälpare", vid tillverkningen av DNA i våra celler.
Vitaminet är ännu mer komplicerat än klorofyll och det tog Woodward många år att i samarbete med 100 medhjälpare nå fram till en syntes av det - en syntesväg som kräver över 100 reaktionssteg. En otrolig prestation, men processen är så komplicerad att det blir billigare att i stället rena fram de små vitaminmängder som vissa bakterier bildar.
En av de viktigaste insatserna på det teoretiska området gjorde Woodward i formulerandet av de så kallade Woodward-Hoffmann-reglerna för reaktioner i ringstrukturer. Tidigare hade det varit mycket svårt att förklara varför vissa reaktioner gick "av sig själva", medan andra var mycket svåra att framkalla. Woodward och Hoffmann visade hur förklaringen låg i "elektronbanorna". Under en kemisk omvandling slås vissa banor ihop till nya, men för att reaktionen skall fungera, måste banornas symmetriegenskaper bevaras. (Detta var en del av grunden för Roald Hoffmanns Nobelpris 1981).
Woodward har alltså haft stor betydelse för utvecklingen av den moderna organiska kemin. Ändå har det hävdats att det är som lärare han har gjort sin allra främsta insats. Genom att lära sina studenter ett kritiskt och logiskt tänkande har han nämligen indirekt legat bakom ännu många fler framsteg.